# Sáliva
Ne doit pas être confondu avec Saliba (langue).
Cet article concerne la langue sáliva. Pour le peuple sáliva, voir Sáliva (ethnie).
Le sáliva (ou sáliba) est une langue salivane parlée en Colombie et au Venezuela par les Sáliva (ethnie).

## Localisation
Le sáliva est parlé dans les départements colombiens d'Arauca, Casanare, Meta et Vichada et le long des rivières Meta et Casanare,

## Utilisation
Le sáliva est parlé par 1 336 personnes dans le monde, dont 1 300 en Colombie en 2008.
Dans la région d'Orocué, la langue est parlée uniquement par les femmes âgées, les autres le comprenant mais ne l'utilisent pas. En général, cette langue est parlée par les adultes âgés, ses locuteurs utilisant aussi l'espagnol.
Le taux d'alphabétisation des personnes ayant le sáliva comme langue maternelle est de 1 à 5 %, ceux l'ayant appris comme seconde langue est de 15 à 25 %.

## Écriture
Le sáliva est écrit avec l'alphabet latin.
Le dictionnaire sáliva-espagnol de Benaissa utilise les règles orthographiques suivantes :
- les voyelles nasales sont indiquées à l'aide du tilde ‹ ã, ẽ, ĩ, õ, ũ › ;
- les voyelles longues sont indiquées en doublant la lettre ‹ aa, ee, ii, oo, uu › ;
- les consonnes ‹ p, t, c, ch › sont prononcées comme des consonnes doubles et continues lorsqu’elles sont entre deux voyelles ;
- la lettre f se prononce comme une consonne fricative bilabiale ;
- la lettre j représente une fricative glottale et la lettre x représente une fricative vélaire ;
- la h représente un coup de glotte.

| a | ã | b | c | ch | d | e | f | g | h | i | ĩ | j | l | ll | m | n | ñ | o | õ | p | q | r | s | t | u | ũ | w |

Les Sálibas d’Orocué, Caño Mochuelo eet Santa Rosalía ont adopté une orthographe pratique pour leur langue le 12 avril 2002. Cette orthographe se base en partie sur l’étude phonétique produite par María Claudia González Rátiva et Hortensia Estrada Ramírez et peut être considérée comme une orthographe phonologique prenant compte des variantes dialectales.
| a  | ã | aa | a’ | b | ch | d | e | ẽ | ee | e’ | f | fw | g  | gw | i | ĩ | ii | i’ | j  | jw | x |
| xw | k | kw | l  | m | n  | ñ | o | õ | oo | o’ | p | r  | rr | s  | t | u | ũ  | uu | u’ | y  |   |

## Phonologie
Nancy Morse, Gary Simons et Paul Frank on étudié la phonologie du sáliva.

### Voyelles
|         | Antérieure | Centrale | Postérieure |
| ------- | ---------- | -------- | ----------- |
| Fermée  | i [i]      |          | u [u]       |
| Moyenne | e [e]      |          | o [o]       |
| Ouverte |            | a [a]    |             |

### Consonnes
|               |               | Bilabiale | Dentale     | Latérale | Palatale | Vélaire | Labio-v. | Glottale |
| ------------- | ------------- | --------- | ----------- | -------- | -------- | ------- | -------- | -------- |
| Occlusives    | Sourdes       | p [p]     | t [t]       |          |          | k [k]   | kʷ [kʷ]  | ʔ [ʔ]    |
| Occlusives    | Sonores       | b [b]     | d [d]       |          |          | g [g]   | gʷ [gʷ]  |          |
| Fricatives    | Sourdes       | ɸ [ɸ]     | s [s]       |          |          | x [x]   |          | h [h]    |
| Fricatives    | Sonores       | β [β]     |             |          |          |         |          |          |
| Affriquées    | Affriquées    |           |             |          | č [t͡ʃ]   |         |          |          |
| Nasales       | Nasales       | m [m]     | n [n]       |          | ɲ [ɲ]    |         |          |          |
| Liquides      | Liquides      |           | r [r] ɾ [ɾ] | l [l]    |          |         |          |          |
| Semi-voyelles | Semi-voyelles | w [w]     |             |          |          |         |          |          |